# Universitet (metropolitana di Mosca)
Universitet (in russo Университе́т?), che prende il nome dall'Università statale di Mosca, è una stazione della Linea Sokol'ničeskaja della Metropolitana di Mosca. Fu inaugurata nel 1959 e presenta colonne di marmo bianco rettangolari e muri decorati.
Gli architetti furono V.A. Litvinov, M.F. Markovsky, L.V. Lile, e V.V. Dobrakovsky. Gli ingressi della stazione (architetto Ivan Taranov) sono situati su entrambi i lati di Prospekt Vernadskogo presso Lomonosovsky Prospekt.